# Аптраковська сільська рада
Аптра́ковська сільська рада (рос. Аптраковский сельский совет) — муніципальне утворення у складі Мелеузівського району Башкортостану, Росія. Адміністративний центр — присілок Аптраково.

## Населення
Населення — 737 осіб (2019, 942 в 2010, 993 в 2002).

## Склад
До складу поселення входять такі населені пункти:
| Населений пункт       | Населення, осіб (2002) | Населення, осіб (2010) |
| --------------------- | ---------------------- | ---------------------- |
| Апасово, присілок     | 50                     | 68                     |
| Аптраково, присілок   | 356                    | 312                    |
| Муллагулово, присілок | 144                    | 155                    |
| Сурагулово, присілок  | 0                      | 0                      |
| Туманчино, присілок   | 184                    | 186                    |
| Хасаново, присілок    | 259                    | 221                    |